# Волков, Александр Александрович (лингвист)
Алекса́ндр Алекса́ндрович Во́лков (род. 30 апреля 1946, Москва) — советский и российский лингвист, доктор филологических наук, профессор, заведующий кафедрой общего и сравнительно-исторического языкознания филологического факультета МГУ им. М. В. Ломоносова (2003—2018).

## Биография
Родился 30 апреля 1946 года в Москве, в семье лингвиста Александра Григорьевича Волкова (1920—1975). В 1964 году поступил на филологический факультет МГУ им. М. В. Ломоносова.
В 1969 году окончил филологический факультет МГУ по специальности «романо-германская филология». В том же году поступил в аспирантуру.
С 1972 по 1975 год работал младшим, затем старшим научным сотрудником в отделе языкознания Института научной информации по общественным наукам АН СССР.
В 1975 году под научным руководством Ю. В. Рождественского защитил диссертацию на соискание учёной степени кандидата филологических наук «Типология алфавита, графики и орфографии».
С 1975 по 1993 год преподавал на кафедре общего и сравнительно-исторического языкознания филологического факультета МГУ им. М. В. Ломоносова.
С 1993 по 1994 год работал в РГТРК «Останкино» в должности заместителя генерального директора.
С 1994 года — профессор, с 2003 по 2018 год — заведующий кафедрой общего и сравнительно-исторического языкознания филологического факультета МГУ. В 1997 году защитил докторскую диссертацию «Основы русской риторики».
В МГУ читает курсы «Общее языкознание», «История языкознания», «Риторика». Также читает курс лекций по риторике в Московской духовной семинарии и введению в языкознание в Московской духовной академии.

## Монографии
- «Грамматология» (1982 г.),
- «Основы русской риторики» (1996 г.)
- «Шестая мировая загадка»
- «Введение в прикладную филологию» (в соавторстве)
- «Основы русской риторики»
- «Риторика для юристов»
- «Курс русской риторики Пособие для духовных учебных заведений»
- «Основы риторики»

## Интервью
- Владислав Толмачинский «Мы по-интеллигентски дики и бескультурны» Интервью с профессором Волковым Архивная копия от 28 ноября 2016 на Wayback Machine // Татьянин день. — № 4. — 1995
- Любовь Макарова Мы должны трудиться творчески Архивная копия от 5 октября 2019 на Wayback Machine // Православие и мир, 04.03.2007 г.
- «Чем активнее студенты, тем активнее преподаватель…» // Пресс-служба МДА, 30.10.2009 г.